# Eccidio di Roasio
L'eccidio di Roasio è stata una strage nazifascista compiuta a Roasio, in provincia di Vercelli, il 9 agosto 1944 dalla Sicherheitsdienst fiancheggiata dai militi della Repubblica Sociale Italiana. Nel corso delle operazioni furono assassinate complessivamente 22 persone.

## Antefatti
L'8 agosto 1944 un automezzo tedesco venne attaccato da una squadra partigiana in località Bivio Quattro Strade, nei pressi di Roasio. Nello scontro a fuoco rimasero uccisi un militare tedesco ed un partigiano. Un secondo nazista, gravemente ferito, venne portato all'ospedale di Gattinara dove morì poche ore più tardi.

## La strage
La mattina del 9 agosto una colonna nazifascista piombò a Roasio per compiere una spietata rappresaglia. Primo obbiettivo furono due cascine poste nelle campagne che vennero date alle fiamme, il tutto mentre gli abitanti furono costretti a disboscare i lati della provinciale. Una volta arrivati a Roasio i nazifascisti iniziarono a rastrellare gli uomini del paese e a saccheggiare ed incendiare le case.
 Poco dopo un camion proveniente dal carcere di Biella con a bordo una dozzina di ostaggi, presumibilmente partigiani e renitenti alla leva, venne condotto davanti al municipio. In queste fasi uno degli uomini a bordo del camion tentò di fuggire, ma venne immediatamente ucciso dai suoi carcerieri presso la scalinata antistante il comune. Poco dopo otto abitanti di Roasio vennero condotti nel medesimo luogo e ivi fucilati. Poco dopo un altro uomo venne trascinato presso i cadaveri in piazza e giustiziato. Nel corso del rastrellamento un'undicesima persona, Celestino Aimone, che si era rifiutata di essere portato via dal suo domicilio venne proditoriamente assassinato dai nazifascisti.
Dei restanti undici ostaggi a bordo del camion, cinque vennero impiccati sui balconi del municipio di Roasio mentre gli altri sei furono appesi a dei ganci da macellai ai pali del telegrafo posti a margine della provinciale per Gattinara.

## Vittime
- Celestino Aimone
- Giuseppe Aletti
- Rodolfo Corrado Barbero
- Lorenzo Carando
- Liliano Brovarone
- Bruno De Angeli
- Otello Fiore
- Giacomo Granzotto
- Antonio Giovanni Carlo Pastore
- Alfredo Giovanni Pizzo
- Natale Paolo Taraboletti
- Carlo Eusebio Domenico Vaccino
- Mario Guglielmo Vaccino
- Ignoto
- Ignoto
- Ignoto
- Ignoto
- Ignoto
- Ignoto
- Ignoto
- Ignoto
- Ignoto